# Меморандум о суверености Босне и Херцеговине
Меморандум о суверености Босне и Херцеговине је конститутивни акт којег су на сједници Скупштине Босне и Херцеговине одржане 14. октобра 1991. године донијели муслимански и хрватски посланици, док су се српски посланици успротивили већинском прегласавању и напустили сједницу.

## Претходни догађаји
Скупштина Босне и Херцеговине, којом је доминирао Савез комуниста, донијела је 31. јула 1990. године уставни амандман XL, којим се радикално промијенио конститутивни статус етничких нација. Наведеним амандманом Босна и Херцеговина је дефинисана као "суверена демократска држава народа Босне и Херцеговине – Муслимана, Срба и Хрвата и припадника других народа". Суштински амандман је у први план ставио државну сувереност на грађанској основи, а у други план етничку сувереност и равноправност. Управо овим документом утемељена је могућност прегласавања у разним варијантама, што је једну од три стране могло да доведе у неравноправан положај према друге двије, што се убрзо и догодило.

## Доношење и усвајање Меморандума
На засједању Скупштине Босне и Херцеговине од 14. октобра 1991. године представници муслиманске и хрватске политичке партије, без представника српске партије, који су напустили сједницу, донијели су Меморандум о суверености Босне и Херцеговине, чиме су покушали да изврше на одређен начин државни удар. Према ријечима Биљане Плавшић, српски представници нису намјерно напустили сједницу, чије засиједање је трајало дубоко у ноћ, већ су сматрали да је завршена и отишли су на спавање. Формално овај чин су направили посланици СДА и ХДЗ-а, против посланика СДС-а. Међутим, чињеница да су све три странке имале скоро стопроцентну изборну подршку националних база, као и да су се њима при гласању за и против, по националном кључу придружили и многи посланици опозиционих странака, показује да је то заправо било преломно изјашњавање легитимних представника читавих народа за излазак из скраћене Југославије или останак у њој.
Одредбе Меморандума полазиле су управо од уставног амандмана XL, који је прихваћен јула 1990. године. Наиме, муслимански и хрватски представници у Скупштини Босне и Херцеговине су сматрали да према садржају поменутог амандмана није потребно обезбиједити сагласност српских представника у Скупштини приликом доношења конститутивних одлука о државном статусу Босне и Херцеговине, што је наведено у тачки 1 Меморандума.
Меморандумом је дефинисано у тачки 2 да се Босна и Херцеговина залаже за функционисање заједничких југословенских институција, али неће присуствовати раду највиших органа ако нису присутне све републике. Тачка 3 се односни на одлуку да Босна и Херцеговина, имајући у виду њен национални састав, неће прихватити никакво уставно рјешење будуће југословенске заједнице у којој не би истовремено биле и Србија и Хрватска, са којима би требало да буде повезана на исти начин. У сљедећој тачки се наводи да Босна и Херцеговина тежи потпуној демилитаризацији њеног простора, као и да подржава прекид ватре у насталом сукобу, напомињући да ће уложити све напоре да остане неутрална. Даље се у тачки 5 наводи да ставови изнесени у овом Меморандуму изражавају вољу већине посланика Скупштине и да као такви представљају обавезујући основ за понашање државних и политичких органа Републике.
У Меморандуму, у склопу тачке 6, муслимани и Хрвати су представљени као субјект који одлучује о судбини државе и као такви прецизирали су која су подарена права која ће Срби као мањина моћи остваривати. Прецизирањем појединих права Србима, као што су култура, економија, социјална питања, етичност и слично, покушали су да одреде оквир културног идентитета, што је покушај редуковања етничке нације у габарите културолошке етничке групе. Према томе, по Меморандуму скупштинска већина (муслимани и Хрвати) чинили су државотворан народ јер су могли без Срба доносити уставне акте.

## Посљедице усвајања Меморандума
Свака одлука Меморандума о суверености Босне и Херцеговине понаособ имала је за циљ да омогући Влади Босне и Херцеговине да донесе одлуку којом изражава жељу да СР Босна и Херцеговина буде призната као независна држава. Меморандум је јасно означио прекретницу, не само јер је наговјештавао политичку будућност Босне и Херцеговине ван Југославије, него и зато што је донесен на основу отвореног раскида националних политичких елита, које су о њему имале потпуно супротне ставове. Меморандум је усвојен без српских представника, чиме је угрожен уставно-правни поредак, јер нико није могао донијети одлуку у име Срба из Босне и Херцеговине да они остану без своје домовине Југославије, односно да буду мањина у независној Босни и Херцеговини.
У складу са тим, као одговор на усвајање Меморандума о суверености Босне и Херцеговине, 24. октобра 1991. године основана је Скупштина српског народа у Босни и Херцеговини.